# هندسة وطوبولوجيا
في الرياضيات، تعتبر الهندسة والطوبولوجيا مصطلح شامل يضم الهندسة والطوبولوجيا، إذ أن الخط الفاصل بين هذين المصطلحين غالبًا ما يكون غير واضح، وهو أكثر وضوحًا في النظريات الرياضية المحلية إلى العالمية في هندسة ريمانيان، والنتائج مثل نظرية جوس - بونيه الرياضية ونظرية شيرين - ويل.
ورغم ذلك يمكن وضع خطوط مميزة واضحة بين الهندسة والطوبولوجيا، كما تمت مناقشته أدناه.
وهو أيضًا عنوان صحيفة الهندسة والطوبولوجيا الذي يغطي هذه الموضوعات.

## المجال
إنها تتميز عن "الطوبولوجيا الهندسية"، والتي تتضمن على نحو أكثر دقة تطبيقات الطوبولوجيا على الهندسة.
وهي تتضمن:
- الهندسة والطوبولوجيا التفاضلية
- الطوبولوجيا الهندسية (بما يتضمن الطوبولوجيا منخفضة الأبعاد ونظرية الجراحة)

وهذا المصطلح لا يتضمن أجزاء الطوبولوجيا الجبرية مثل نظرية مثلية التوضع، ولكن بعض مجالات الهندسة والطوبولوجيا (مثل نظرية الجراحة وخاصة نظرية الجراحة الجبرية) تعتبر جبرية بشكل مكثف.

## الفرق بين الهندسة والطوبولوجيا
من الناحية البلاغية، فإن الهندسة لها تركيب محلي (أو متناهي الصغر)، بينما الطوبولوجيا لها فقط تركيب عالمي. بدلاً من ذلك، فإن الهندسة لها وحدات مستمرة، أما الطوبولوجيا فلها وحدات منفصلة.
ووفقًا للأمثلة، فإن مثال الهندسة هي هندسة ريمانيان، بينما تعتبر نظرية مثلية التوضع مثالاً على الطوبولوجيا. تنتمي دراسة المساحة المترية إلى الهندسة، أما دراسة المساحة الطوبولوجية فتنتمي إلى الطوبولوجيا.
ولا يتم استخدام المصطلحين بشكل متناسق تمامًا: الطبقات المفصلية هي حالة فاصلة والهندسة الخشنة ظاهرة عالمية وليست محلية.

### التركيب المحلي في مقابل العالمي
متنوعات التفاضل (ذات البعد المحدد) تكون جميعها متحولة تفاضليًا (حسب تعريفها)، ومن ثم فلا توجد أية نسخ غير متحولة لتركيب تفاضلي (فيما يتجاوز البُعد). ومن ثم فإن التركيبات التفاضلية في أي متنوع هي مثال على الطوبولوجيا.
وعلى النقيض، فإن انحناء في أي متنوع ريمانيان هو نسخة غير متحولة محلية (بالفعل، متناهية الصغر) (وهي النسخة غير المتحولة المحلية الوحيدة تحت القياس المتساوي).

### الوحدات
إذا كان لأي تركيب وحدات منفصلة (إذا لم تكن به أية تشوهات أو كان التشوه في التركيب تماثليًا للتركيب الأصلي)، فهذا التركيب يقال أنه صلب وتنتمي دراسته (إذا كان تركيبًا هندسيًا أو طوبولوجيًا) إلى الطوبولوجيا. إما إذا كانت به تشوهات غير طفيفة، فيقال على هذا التركيب مرنًا، وتنتمي دراسته إلى الهندسة.
تكون مساحة فئات الخرائط مثلية التوضع منفصلة، في ظل ظروف معينة يتم الوفاء بها للمتنوعات، وبشكل أكثر عمومًا فإن فئات مثلية التوضع تشكل مساحة غير مرتبطة تمامًا ولكن ليس بالضرورة منفصلة، على سبيل المثال المجموعة الأساسية المسماة قرط هاواي.</ref&gt، ومن ثم فإن دراسة الخرائط حتى مثلية التوضع تنتمي إلى الطوبولوجيا.
وبالمثل، فإن التركيبات التفاضلية في أي متنوع تكون عادةً مساحة منفصلة، ومن ثم فهي مثال على الطوبولوجيا، ولكن الدخيلة R4s لها وحدات مستمرة من التركيبات التفاضلية.
الأنواع الجبرية لها مساحات وحدات مستمرة، ومن ثم فإن دراستها تنتمي إلى الهندسة الجبرية. لاحظ أن هذه مساحات وحدات ذات أبعاد نهائية.
تعتبر مساحة قياسات ريمانيان في أي متنوع تفاضلي مساحة ذات أبعاد لانهائية.

### المتنوعات المفصلية
المتنوعات المفصلية هي حالة فاصلة، وتسمى أجزاء من دراستها الطوبولوجيا المفصلية والهندسة المفصلية.
وفق نظرية داربو الرياضية، فإن المتنوع المفصلي ليس له تركيب محلي، مما يدل على أن دراستها تسمى بالطوبولوجيا.
وعلى النقيض، فإن مساحة التركيبات المفصلية في أي متنوع تشكل وحدات مستمرة، مما يدل على أن دراستها تسمى بالهندسة.
ورغم ذلك، فحتى القياس المتناظر، تكون مساحة التركيبات المفصلية منفصلة (أي فئة من التركيبات المفصلية تكون متناظرة).